# مدرسه امید
مدرسه امید مربوط به دوره پهلوی است و در قزوین، خیابان سپه، جنب سر درعالی قاپو واقع شده‌است و اولین مدرسه نوین ساخته شده در قزوین است که در سال ۱۲۸۳ بنا گردید.

## تاریخچه ساخت
میرزا صالح خان باغمیشه‌ای ملقب به «سالار اکرم» یا آصف الدوله حکمرانی مناطقی همچون تهران، قزوین و گیلان را برعهده داشته‌است. او در سال ۱۲۷۹ شمسی به حکومت قزوین منصوب شد و در این دوران در زمینه آبادانی، بهداشت و امنیت شهر تلاش نمود و ایده افتتاح این مدرسه از وی بود که با تأسیس انجمنی به نام «انجمن معارف» باقرخان سعدالسلطنه زمینی را در جنب سر در عالی قاپو قرار داشت و در آن زمان رختشویخانه بود به انجمن وقف نمود و ساخت و ساز بنای مدرسه با کمک‌های مالی حاج محمد حسن شاهرودی، حاجی صدرالاسلام، امیر محترم، میرزا تقی میرالمولی، آسید حسین رفیعی، مجدالاسلام، حاج میرزا اکبر شیخ الاسلامی، امیر انتصار و میرزا صالح خان باغمیشه‌ای آغاز شد و حسین معمار باشی در محل رختشویخانه شش اتاق، یک کریدور و سه دستشویی بنا کرد و جهت اثبات وقفی بودن بنای مدرسه و حتی زمین آن، سنگی به طول ۱۵۰ گره و به عرض ۷۰ گره تعبیه کرد که در ابیات پایانی شعری که بر آن حک شده بود به وقفی بودن بنا اشاره می‌نمود. قاضی ارداقی اولین مدیر مدرسه بود که در جریان مشروطه و به توپ بستن مجلس کشته شد.

## کتابخانه و مرکز اسناد ملی
در آبان ماه سال ۱۳۹۱، این مدرسه به عنوان مرکز اسناد و کتابخانه میراث فرهنگی، صنایع دستی و گردشگری استان قزوین معین گشت و با نام کتابخانه دکتر دبیر سیاقی و مرکز اسناد مدرسه امید نام‌گذاری شد.

## ثبت ملی
این اثر در تاریخ ۱۹ مرداد ۱۳۸۴ با شمارهٔ ثبت ۱۲۹۰۳ به‌عنوان یکی از آثار ملی ایران به ثبت رسیده‌است.

## نگارخانه

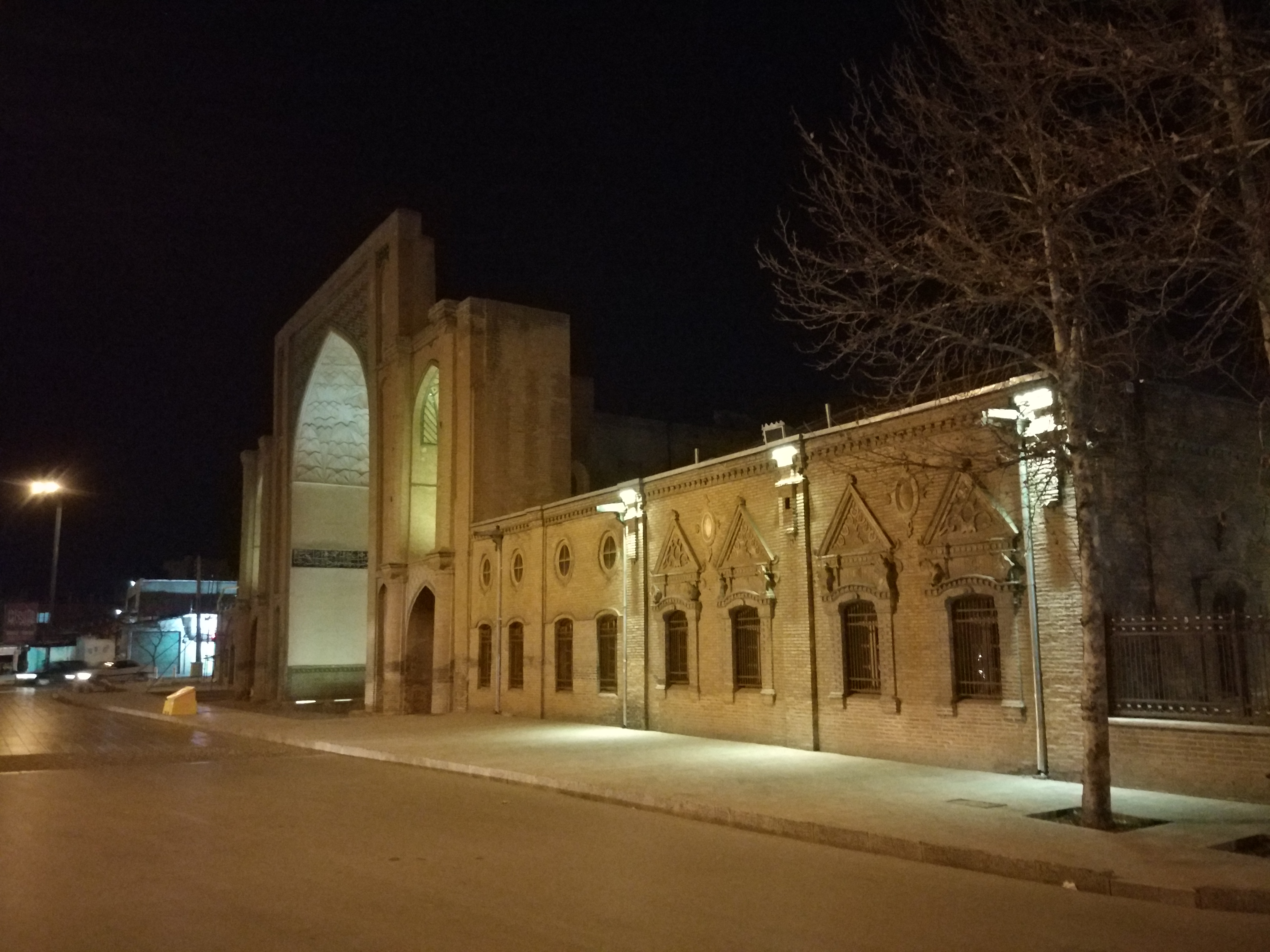
نمای سمت خیابان مدرسه امید و سر در دولت خانه صفوی
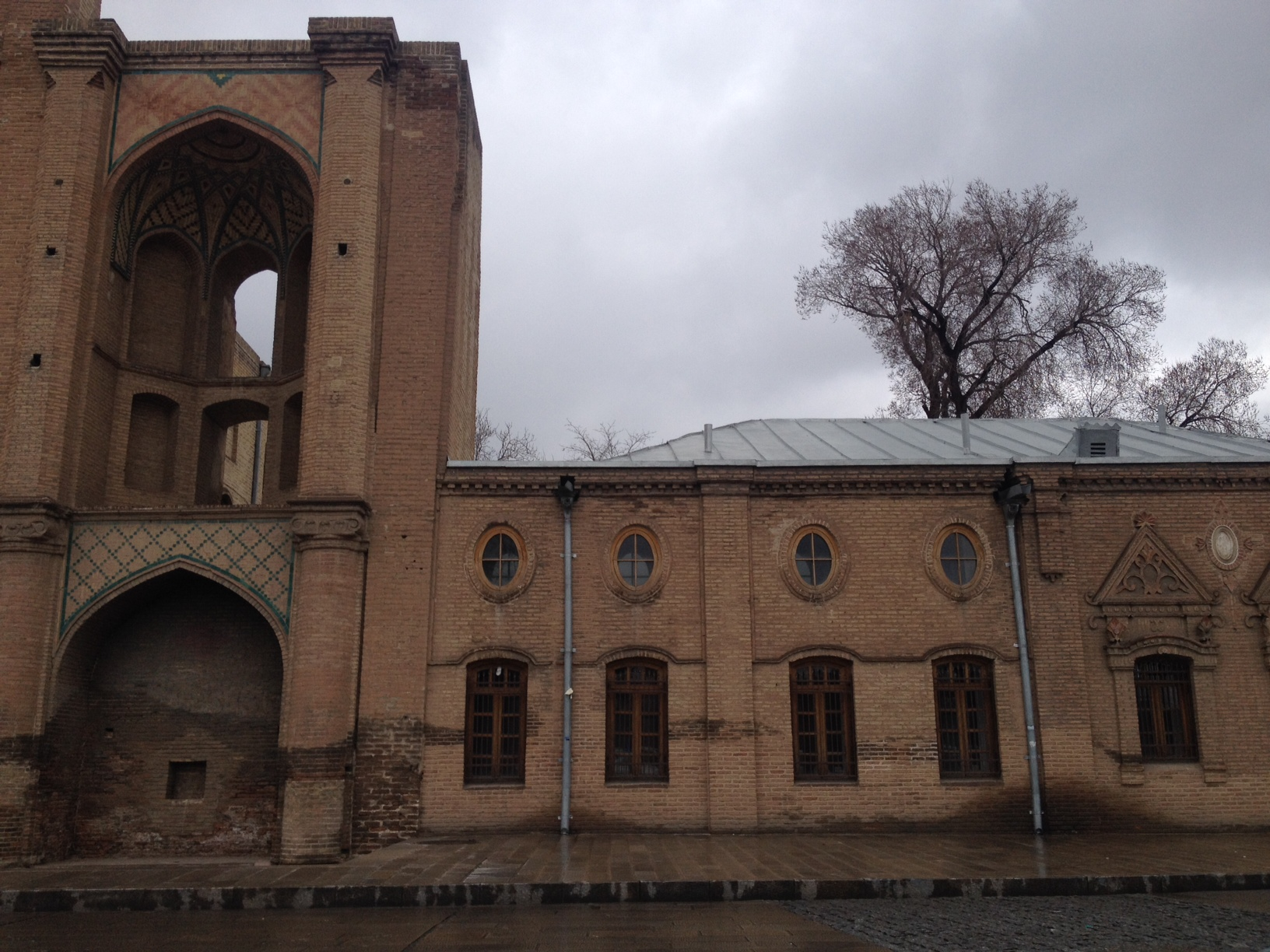
مدرسه امید
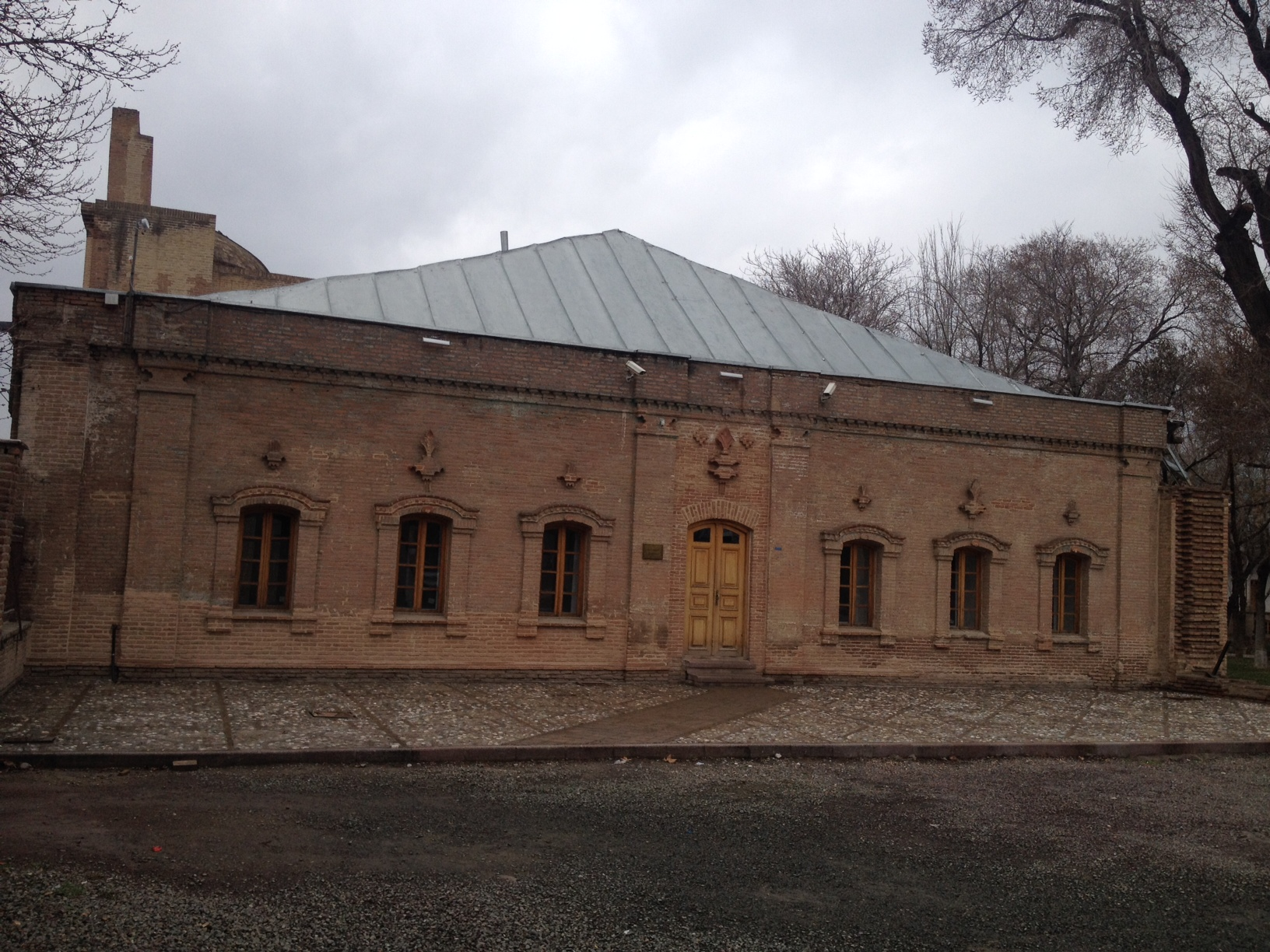
مدرسه امید
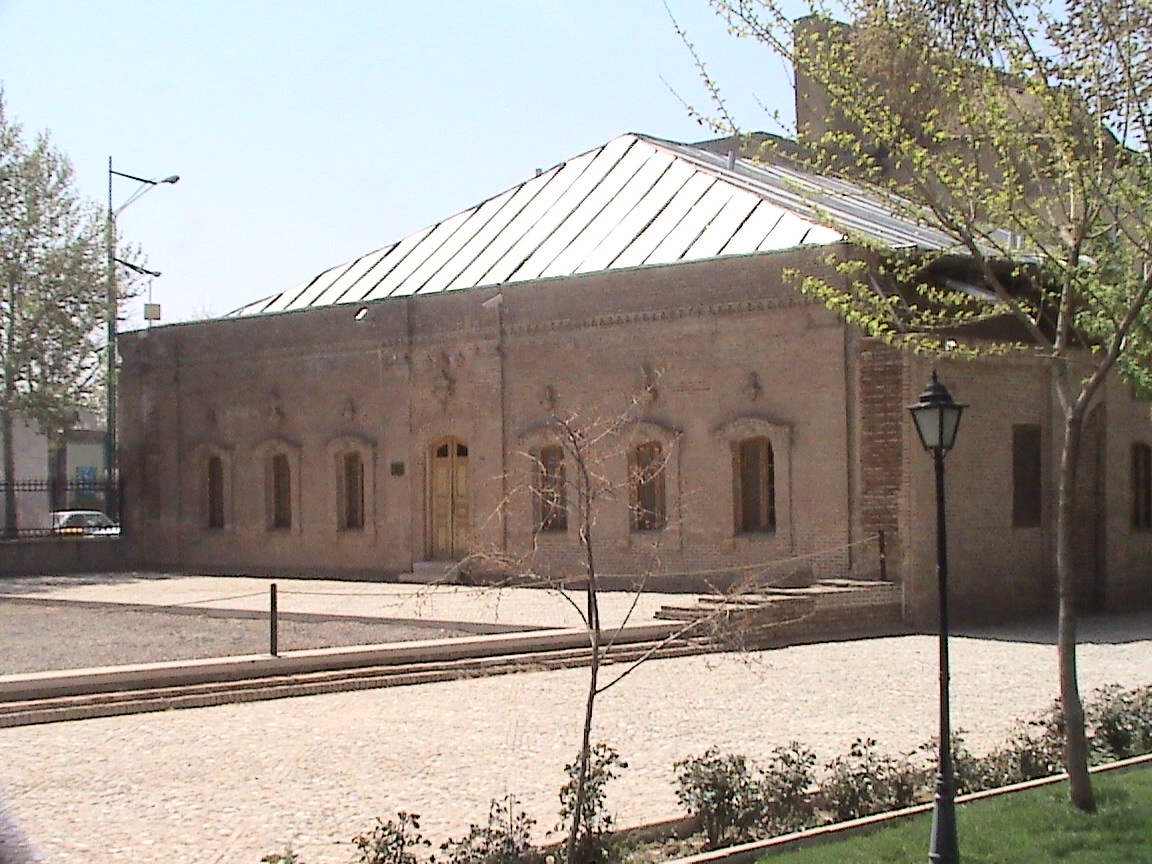
مدرسه امید، اولین مدرسه نوین آموزشی در قزوین-ساخته شده در دوره پهلوی اول